# Allan Kardec
Hippolyte Léon Denizard Rivail, közismert írói álnevén Allan Kardec (Lyon, 1804. október 3. – Párizs, 1869. március 31.) francia filozófus, pedagógus, aki saját okkult tapasztalatait a Szellemek könyve című és más műveiben foglalta össze. A Szellemek könyve megjelenésével kezdődött a spiritiszta tudomány, melynek addig csak szétszórt elemei voltak meg.

## Élete

### Életének, pályafutásának eleje
1804-ben Lyonban született. Római katolikusként nevelkedett és bölcsészeti tanulmányokra adta magát. Verdunban, Svájcban, a híres Pestalozzi iskolájában folytatott tanulmányai befejeztével visszatért Franciaországba. 
Pályáját tanítóként kezdte, és több iskolai tankönyvet is publikált.
Sokoldalú tevékenysége révén lett az irodalmi körökben ismeretessé, aki Pestalozzi módszereit népszerűsítette.
1831-ben a Királyi Akadémia a „Melyik a korunk kívánalmaival leginkább összhangzó tanulási módszer” című nyelvészeti értekezéséért az első díjjal tüntette ki.
1832-ben Amélie Boudet tanárnőt vette feleségül, aki vele együtt dolgozott iskolájában és oktatási munkája során, és aki később a spiritualista filozófia megalapozója lett.
1835–1840 között párizsi lakásán előadásokat tartott vegytanból, fizikából, összehasonlító bonctanból, csillagászatból és más hasonló tudományágból.

### Spiritisztaként
Az asztaltáncoltatás divatja 1850 körül terjedt el. Kardec eleinte szkeptikusnak mutatkozott, de miután olvasott és hallott beszámolókat a szeánszokról, a dolog érdekelni kezdte. Rendszeresen részt vett a szeánszokon és a történteket feljegyezte. Eleintén új természeti törvények elemeit látta meg a megnyilatkozásokban, melyek a látható és a láthatatlan világ egymáshoz való vonatkozásait uralják.
Egyszer az egyik szellem tanácsára úgy döntött, hogy felveszi a Kardec nevet. E név alatt vált mint spiritiszta író híressé. Beszámolói révén előkészítőjévé vált annak az eszmeáramlatnak, amely spiritizmus néven vált ismertté. Az irányzat nevét is Kardectől kapta, aki elvégezte a különböző jelenségek és médiumi képességek osztályozását, rendszerezését és megalkotta a szükséges kategóriákat.
1857-ben megjelent a Szellemek könyve (Le Livre des Esprits), amely a spiritiszta filozófia tankönyve lett. Számos különféle nyelvre lefordították, és óriási hatást gyakorolt Brazíliában.
1858-ban megalapította Párizsban a „Societé Parisienne des Etudes Spirits” név alatt az első rendes spiritiszta egyletet, és ez évtől kiadta a „Revue Spirite” cím alatt az első spiritiszta szaklapot.
1869-ben Párizsban agyi aneurizmában (agyvérzés) halt meg. A Père-Lachaise temetőben helyezték örök nyugalomra.

## Utókor
Halála után munkáját Léon Denis (1846–1926), Gabriel Delanne (1857–1926), Chico Xavier (1910–2002) és Divaldo Pereira Franco (1927–) folytatta.
Brazíliában, ahol a spiritualizmus különösképp elterjedt, több iskola viseli a nevét, és postabélyegeken is megemlékeztek róla.
Követői a halálának napján minden évben ceremóniát szerveznek a sírjánál, ahol – egyesek állítása szerint – még csodák is történtek.

## Művei

### Magyarul
- Tholt Pál: Az evangelium spiritistikus megvilágításban; Allan Kardec nyomán; Budapesti Szellembúvárok Egylete, Bp., 1908
- Frigyes László: A spiritizmus. Érintkezés a szellemvilággal. Spiritiszta szeánszok; Allan Kardec nyomán; Magyar Könyvkiadó, Bp., 1920
- Szellemek könyve. A spiritizmus alapelvei. Spirituális bölcsészet. Magasabb szellemek oktatása nyomán gyűjt. és rend. Allan Kardec; Szellemi Búvárok Pesti Egylete, Bp., 1921
- Az Evangélium a spiritizmus megvilágításában; Szellemi Búvárok Pesti Egylete, Bp., 1922
- Szellemek könyve. 600 egyszerű emberi kérdés és 600 válasz a túlvilágtól, 1–2. Magasabb szellemek oktatása nyomán gyűjtötte és rendezte Allan Kardec; Szellemi Búvárok Egyesülete, Bp., 1994
  - (Az 1925-ben megjelent magyar kiadás rövidített és nyelvezetileg javított változata.)
- Bevezető tanulmány a spiritiszta tanba. Részlet „A szellemek könyvé"-ből; eszperantóból ford. Szabadi Tibor; Associacao Mundo Espírita, Brasília, 1999
- A szellemek könyve. A spiritiszta tan elvei; eszperantóból ford. Szabadi Tibor; Nemzetközi Spiritiszta Tanács, Brasília, 2006 ISBN 85-98161-16-0
- Az evangélium a spiritizmus szerint. Tartalmazza az isteni erkölcsök, Krisztus jelmondatai magyarázatát, egyezőségét a spiritizmussal és az élet különböző helyzeteiben való alkalmazásukat; eszperantóból ford. Szabadi Tibor J.; International Spiritist Council, Brasília, 2009
- Szellemek könyve. 600 egyszerű kérdés és 600 válasz a túlvilágról; Kódexfestő, Vásárosnamény, 2011
- A médiumok könyve. Médiumok és meghívottak útikalauza. A szellemek könyvének folytatása; eszperantóból ford. Szabadi Tibor; Nemzetközi Spiritiszta Tanács, Brazília, 2012